# Clathrosepta
Clathrosepta is een geslacht van weekdieren uit de klasse van de Gastropoda (slakken).

## Soorten
- Clathrosepta agulhasae (Clarke, 1961)
- Clathrosepta becki McLean & Geiger, 1998
- Clathrosepta depressa McLean & Geiger, 1998
- Clathrosepta undulata (Okutani, 1964)